# Саймон каже (дитяча гра)

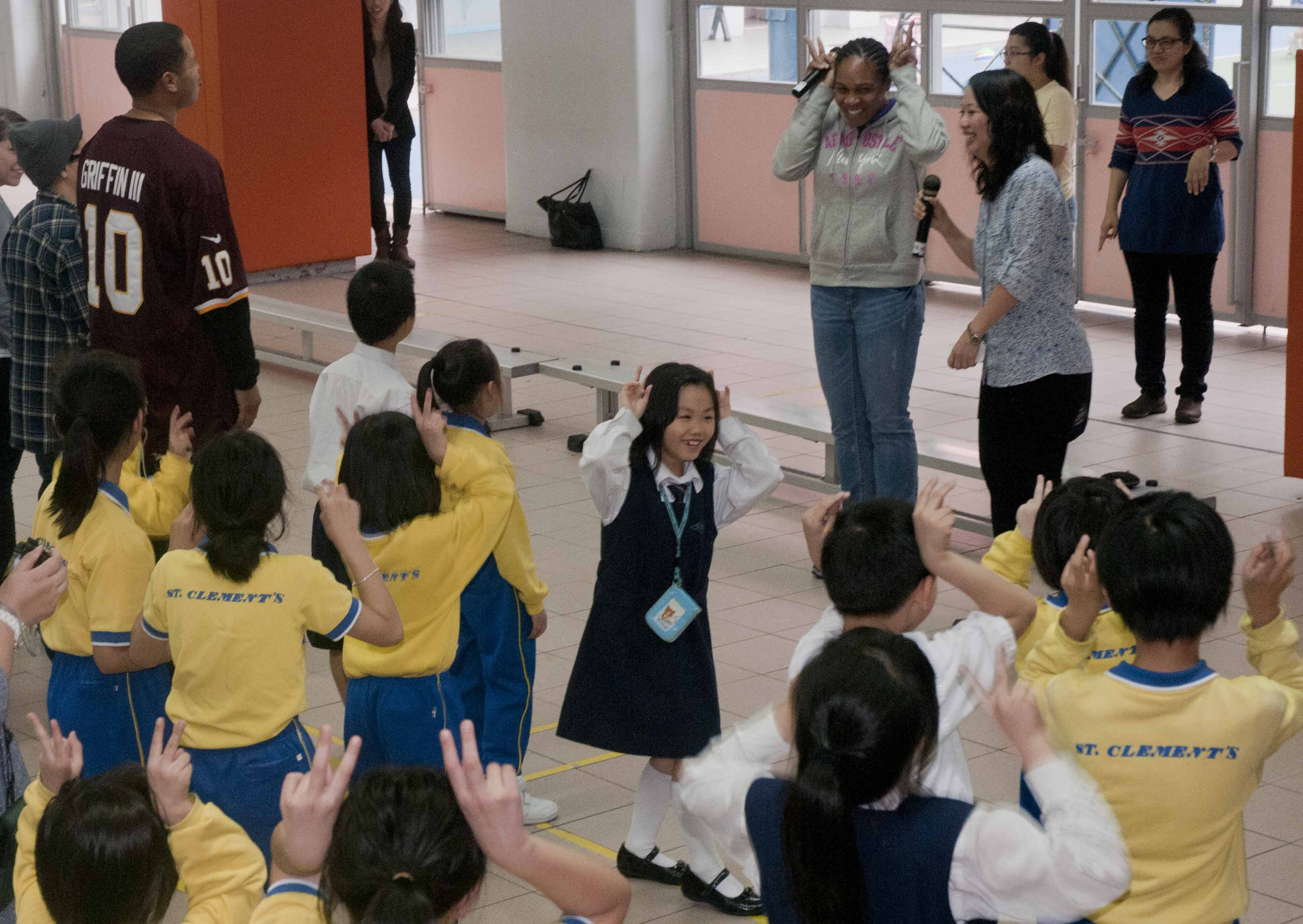
Діти й дорослі грають у «Саймон каже»

«Саймон каже» (англ. Simon Says) — дитяча рухлива гра на увагу, призначена для трьох і більше гравців, поширена в англомовних країнах. В культурі багатьох народів існують аналоги «Саймон каже». Також ця гра знайшла значний відгук в музиці, літературі та фільмах.

## Правила
Один із гравців бере на себе роль Саймона, який віддає накази — зазвичай прості фізичні дії, як наприклад, підстрибнути, підняти праву руку, заплющити одне око тощо. Інші гравці повинні якомога швидше виконувати накази. При цьому виконувати належить лише ті накази, що починаються словами «Саймон каже». Із гри вибувають ті учасники, котрі виконали наказ останніми, виконали неправильно чи виконали наказ, який не починався з «Саймон каже». Вибулі сідають на землю (підлогу) чи відходять убік. Останній, хто залишився, стає переможцем. Допускається, щоб переможцем став сам Саймон, коли останні двоє учасників вибули одночасно.
Гравець, який взяв на себе роль Саймона, має давати легкі для виконання накази. В той же час цей гравець має наказувати якомога швидше, присипати увагу схожими наказами та іноді пропускати слова «Саймон каже», щоб заплутати учасників і якомога раніше вилучити їх із гри.
Вважється обманом давати інструкції, які неможливо виконати всім одразу. У грі важливим є уважно слухати та швидко виконувати накази, вважається, що гра поліпшує уважність і реакцію дітей.

## Аналоги
В багатьох культурах існують аналогічні ігри, назви яких адаптовано, наприклад, в арабській це «Салман каже» (سلمان يقول"), «Генерал каже» (الجنرال عمل كده), у китайській «Вчитель каже» (老师说), у фінській «Капітан каже» (Kapteeni käskee), у французькій «Жак каже» (Jacques a dit), на івриті «Цар каже» (המלך אמר), японською «Капітан наказує» (船長さんの命令). В Україні ця гра відома з оригінальним іменем ведучого — «Саймон каже».